# .mp
Pour les articles homonymes, voir MP.
.mp est le domaine de premier niveau national réservé aux îles Mariannes du Nord (États-Unis), enregistré en 1996.